# سازوکار اوتیسم
علائم اوتیسم (به انگلیسی:mechanism of autism)  ناشی از تغییرات مربوط به بلوغ در سیستم‌های مختلف مغز است. چگونگی بروز اوتیسم به خوبی درک نشده‌است. مکانیسم آن را می‌توان به دو حوزه تقسیم کرد: پاتوفیزیولوژی ساختارهای مغزی و فرآیندهای مرتبط با اوتیسم و ارتباطات عصب روانشناختی بین ساختارها و رفتارهای مغز. به نظر می‌رسد این رفتارها دارای پاتوفیزیولوژی چندگانه هستند.
شواهدی وجود دارد که ممکن است ناهنجاری‌های محور روده و مغز در آن دخیل باشند. یک بررسی در سال ۲۰۱۵ نشان می‌دهد که بی نظمی سیستم ایمنی، التهاب دستگاه گوارش، عملکرد بد سیستم عصبی خودمختار، تغییرات فلور روده و متابولیت‌های غذا ممکن است باعث التهاب عصبی و اختلال عملکرد مغزی شود. یک بررسی در سال ۲۰۱۶ نتیجه گرفت که ناهنجاری‌های سیستم عصبی روده ممکن است در اختلالات عصبی مانند اوتیسم نقش داشته باشد. اتصالات عصبی و سیستم ایمنی راهی هستند که ممکن است اجازه دهند بیماری‌های ناشی از روده به مغز سرایت کنند.
چندین شواهد نشان می‌دهد که اختلال عملکرد سیناپسی جز علل اوتیسم است. برخی از جهش‌های نادر ممکن است با ایجاد اختلال در برخی از مسیرهای سیناپسی، مانند مواردی که با چسبندگی سلول درگیر هستند، منجر به اوتیسم شود. مطالعات جایگزینی ژن در موش‌ها نشان می‌دهد که علائم اوتیسم در مراحل بعدی رشد رخ می‌دهد که به فعالیت در سیناپس‌ها و تغییرات وابسته به فعالیت بستگی دارد. به نظر می‌رسد تمام تراتوژن‌های شناخته شده (عواملی که نقایص مادرزادی ایجاد می‌کنند) مربوط به خطر اوتیسم در طی هشت هفته اول از زمان لقاح عمل می‌کنند، و اگرچه این احتمال را نمی‌توان بعداً ایجاد کرد یا اوتیسم را تحت تأثیر قرار داد، اما شواهد قوی وجود دارد که نشان می‌دهد اوتیسم در مراحل اولیه شکل‌گیری به وجود می‌آید.
طیف اتیسم، اختلالی نورولوژیک است که خودش را در سال‌های اولیه رشد کودک نمایان می‌کند. این اختلال باعث مشکلاتی چون رفتارهای تکراری وکلیشه ای، نقص در مهارتهای ارتباطی کلامی و غیر کلامی و رفتارهای اجتماعی می‌گردد. در حال حاضر آمار شیوع اوتیسم 1 نفر در هر 36 تولد است و مهم‌ترین علتهای ان را در نقایص ژنتیک و زیست‌محیطی شناسایی نموده‌اند.

اختلال طیف اوتیسم را بیشتر می‌توان یک اختلال نورولوژیکی که خودش را در سال‌های اولیه رشد کودک نمایان می‌کند معرفی نمود. این اختلال در بیماران اوتیستیک باعث می‌شود که مغز فرد مبتلا به اوتیسم نتواند در زمینه رفتارهای اجتماعی و مهارت‌های ارتباطی به‌درستی عمل کند و مزاحم او برای یادگیری چگونگی ارتباط و تعامل با دیگران به‌طور اجتماعی می‌شود. کودکان و بزرگسالان دارای اختلال طیف اوتیسم در زمینه ارتباط کلامی و غیرکلامی، مهارت‌های شناختی معمول، رفتارهای اجتماعی، فعالیت‌های سرگرم‌کننده و بازی دارای مشکل می‌باشند. ریشه کلمه اوتیسم از واژه یونانی Autos به معنی خود گرفته شده‌است. البته این نام در طول زمان به صورت‌های گوناگونی به‌کار می‌رفته‌است مانند اوتیسم کودکی اولیه، یا اوتیسم کودکی. پس از مدتی این نام‌ها تقریباً مترادف با اوتیسم در بزرگسالان به کار رفت و پس از آن این اختلال را در هر دوره سنی به‌نام اوتیسم می‌شناسند. اختلال طیف اوتیسم(ASD) و اوتیسم دو واژه و عبارت کلی برای گروهی از اختلالات پیچیده در رشد مغز هستند. در سال ۲۰۱۳ در DSM-5 همه اختلالات طیف اوتیسم در زیر چتر ASD یا اختلالات طیف اوتیسم قرار گرفتند. اکنون دیگر در اختلال طیف اوتیسم به جای انواع اوتیسم ۳ سطح وجود دارد که در آن‌ها رشد مهارت‌های اجتماعی، ارتباطات و منابع و ذخایر رفتاری دچار تأخیر و انحراف گردیده‌است. کودکان درگیر با اختلال طیف اوتیسم اغلب تمایلات شدید و ویژه‌ای به مجموعه‌ای از رفتارها نشان می‌دهند، مقاومت در برابر تغییر رفتارهای تکراری و کلیشه ای و نقص در ارتباط چشمی دارند و پاسخ‌های مناسبی به محرکات محیطی نمی‌دهند. این اختلالات تاثیرهای متعدد و بیشماری بر روند رشد می‌گذارند. هرچه این اختلال زود تشخیص داده شود و فرد مبتلا زودتر وارد چرخه‌های درمان گردد، زودتر می‌توان زندگی او را تغییر داد.

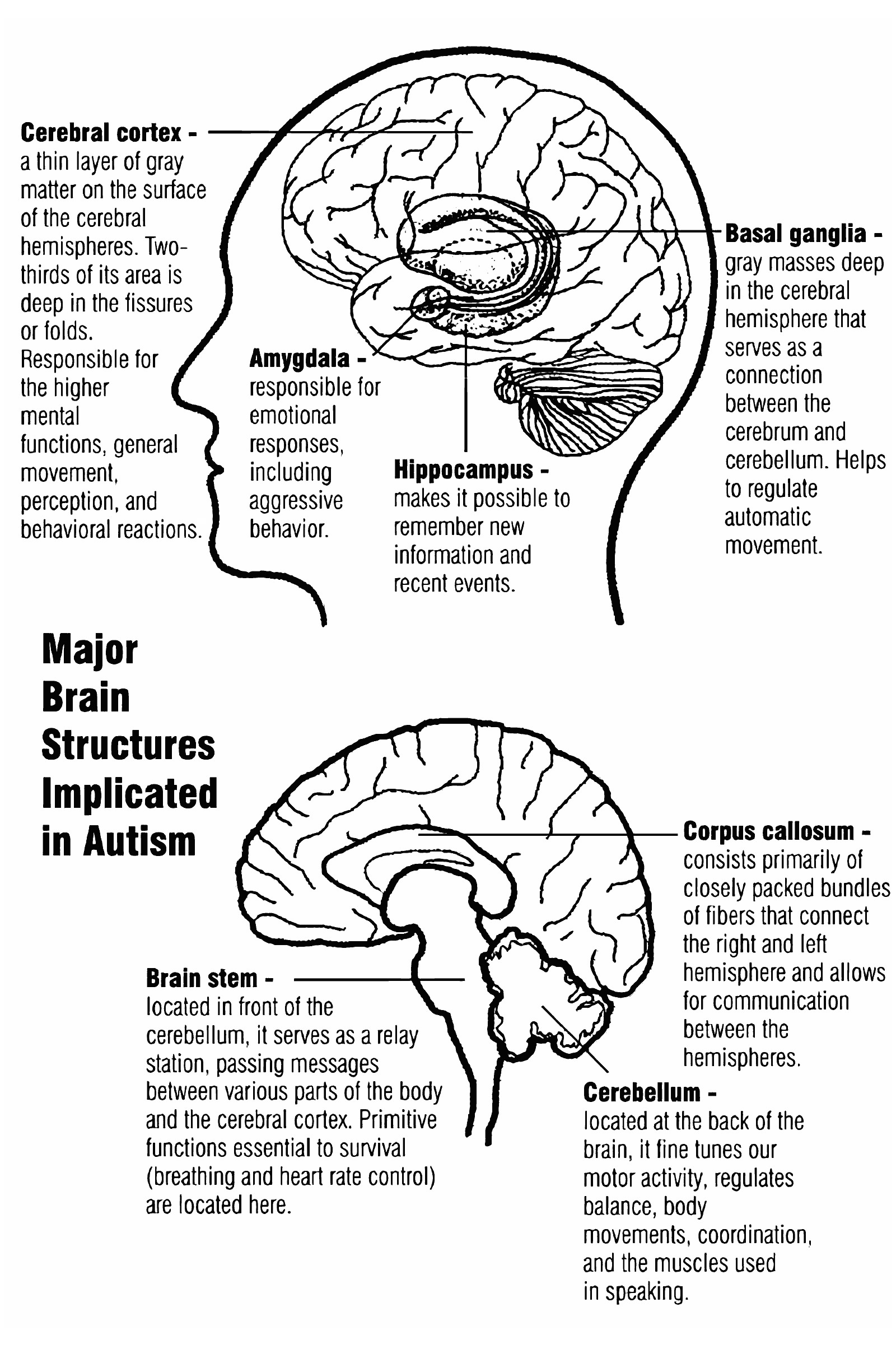
روی آمیگدالا، مخچه و بسیاری از قسمتهای دیگر مغز تأثیر می‌گذارد.

برخلاف بسیاری از اختلالات مغزی دیگر، مانند پارکینسون، اوتیسم سازوکار متحد مشخصی در سطح مولکولی، سلولی یا سیستم ندارد. مشخص نیست که آیا اوتیسم چند اختلال ناشی از جهش‌های همگرا در چند مسیر مولکولی مشترک است یا (مانند ناتوانی ذهنی) مجموعه بزرگی از اختلالات با مکانیسم‌های متنوع است. به نظر می‌رسد اوتیسم ناشی از عوامل رشد است که بسیاری از سیستم‌های عملکردی مغز را تحت تأثیر قرار می‌دهد و زمان رشد مغز را بیش از محصول نهایی مختل می‌کند. مطالعات عصب‌شناسی و ارتباطات با تراتوژن‌ها به شدت نشان می‌دهد که مکانیسم اوتیسم شامل تغییر رشد مغز به زودی پس از لقاح است. به نظر می‌رسد این ناهنجاری مجموعه ای از حوادث آسیب شناختی را در مغز آغاز می‌کند که به‌طور قابل توجهی تحت تأثیر عوامل محیطی قرار دارند. درست پس از تولد، مغز کودکان مبتلا به اوتیسم سریع تر از حد معمول رشد می‌کند و به دنبال آن رشد طبیعی یا نسبتاً کندتری در کودکی رخ می‌دهد. مشخص نیست که آیا رشد بیش از حد زودرس در همه کودکان مبتلا به اوتیسم رخ می‌دهد یا خیر. به نظر می‌رسد که بیشتر در مناطق لایه‌های زیرین مغزی این رشد زودرس رخخ می‌دهد. فرضیه‌های آسیب شناختی مربوط به پایه‌های سلولی و مولکولی رشد بیش از حد اولیه شامل موارد زیر است:
- تعداد زیاد سلولهای عصبی که باعث اتصال بیش از حد موضعی در مناطق اصلی مغز می‌شود.[۱۸]
- مهاجرت عصبی مختل در اوایل حاملگی.[۱۹][۲۰]
- شبکه‌های تحریکی-مهاری نامتعادل.
- تشکیل غیرطبیعی سیناپس‌ها و ستون فقرات دندریتیک، به عنوان مثال، با تعدیل سیستم چسبندگی سلول نوروکسین - نورولیگین[۲۱] یا باسنتز ضعیف تنظیم شده پروتئین‌های سیناپسی.[۲۲][۲۳] توسعه مختل سیناپسی نیز ممکن است در صرع نقش داشته باشد، که ممکن است دلیل ارتباط این دو بیماری را توضیح دهد.[۲۴]

تصور می‌شود که سیستم ایمنی بدن نقش مهمی در اوتیسم بازی کند. توسط پژوهشگران یافت شده‌است که کودکان مبتلا به اوتیسم دارای التهاب از هر دو سیستم ایمنی محیطی و مرکزی به عنوان افزایش سطح التهابی سیتوکین و فعال سازی قابل توجهی از میکروگلیا می‌باشند. نشانگرهای زیستی عملکرد ایمنی غیرطبیعی نیز با افزایش اختلالات رفتاری همراه است که از ویژگی‌های اصلی اوتیسم است، مانند نقص در تعاملات اجتماعی و ارتباطات. فعل و انفعالات بین سیستم ایمنی و سیستم عصبی در اوایل مرحله جنینی زندگی آغاز می‌شود و رشد عصبی موفق به پاسخ ایمنی متعادل بستگی دارد. تصور می‌شود که فعال شدن سیستم ایمنی مادر باردار مانند مواد سمی محیطی یا عفونت می‌تواند از طریق ایجاد اختلال در رشد مغز، در ایجاد اوتیسم نقش داشته باشد. این مورد توسط مطالعات اخیر که نشان داده‌است عفونت در دوران بارداری با افزایش خطر اوتیسم همراه است، پشتیبانی می‌شود.
رابطه مواد شیمیایی عصبی با اوتیسم به خوبی درک نشده‌است. چندین مورد بررسی شده‌است، با بیشترین شواهد در مورد نقش سروتونین و تفاوت ژنتیکی در انتقال آن. نقش گیرنده‌های گلوتامات متابوتروپیک گروه I (mGluR) در پاتوژنز سندرم X شکننده، شایعترین علت ژنتیکی شناخته شده اوتیسم، منجر به علاقه به پیامدهای احتمالی تحقیقات اوتیسم در آینده در این مسیر شده‌است. برخی از داده‌ها حاکی از رشد بیش از حد سلول‌های عصبی است که به‌طور بالقوه به افزایش چندین هورمون رشد یا اختلال در تنظیم گیرنده‌های فاکتور رشد مربوط می‌شود. همچنین، برخی از خطاهای ذاتی متابولیسم با اوتیسم همراه است، اما احتمالاً کمتر از ۵٪ موارد را تشکیل می‌دهد.
تئوری اوتیسم در مورد سیستم نورون آینه (MNS) فرض می‌کند که تحریف در توسعه MNS با تقلید تداخل می‌کند و منجر به ویژگی‌های اصلی اوتیسم در آسیب اجتماعی و مشکلات ارتباطی می‌شود. وقتی حیوانی عملیاتی را انجام می‌دهد یا مشاهده می‌کند حیوان دیگری همان عمل را انجام می‌دهد ،MNS عمل می‌کند. MNS ممکن است با امکان مدل‌سازی رفتار آنها از طریق شبیه‌سازی مجسم از اعمال، اهداف و عواطف، به درک فرد از دیگران کمک کند. چندین مطالعه با نشان دادن ناهنجاری‌های ساختاری در مناطق MNS در افراد مبتلا به ASD، تأخیر در فعال سازی در مدار هسته برای تقلید در افراد مبتلا به ASD و ارتباط بین کاهش فعالیت MNS و شدت سندرم در کودکان مبتلا به ASD، این فرضیه را آزمایش کرده‌اند. با این حال، افراد مبتلا به اوتیسم در بسیاری از مدارهای خارج از MNS نیز فعالیت غیرطبیعی مغز دارند و نظریه MNS عملکرد طبیعی کودکان مبتلا به اوتیسم را در انجام کارهای تقلیدی که شامل یک هدف است، توضیح نمی‌دهد.

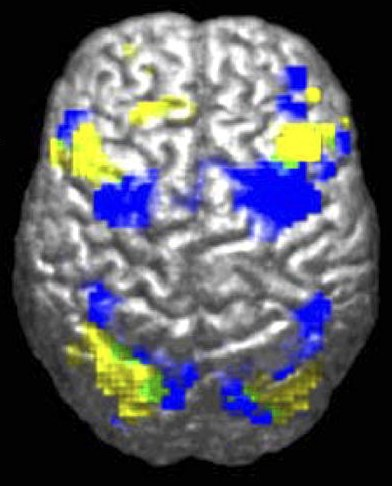
افراد اوتیستیک در مقایسه با گروه کنترل (آبی) تمایل دارند از مناطق مختلف مغز (زرد) برای یک کار حرکتی استفاده کنند.

الگوهای مربوط به ASD در عملکرد کم و فعال بودن نابجا مغز، بسته به اینکه مغز وظایف اجتماعی یا غیر اجتماعی را انجام می‌دهد متفاوت است. در اوتیسم شواهدی مبنی بر کاهش ارتباط عملکرد شبکه پیش فرض (یک شبکه مغزی در مقیاس بزرگ که در پردازش‌های اجتماعی و عاطفی دخیل است)، با اتصال دست نخورده شبکه مثبت کار (در توجه پایدار و تفکر هدفمند استفاده می‌شود) وجود دارد. در افراد مبتلا به اوتیسم، این دو شبکه از نظر زمانی همبستگی منفی ندارند و این نشان دهنده عدم تعادل در تغییر وضعیت بین این دو شبکه است که احتمالاً نشان دهنده اختلال در تفکر خود ارجاعی است.
نظریه اتصال ناپذیری اوتیسم فرض می‌کند که اوتیسم با اتصالات عصبی سطح بالا و همزمان سازی همراه با فرآیندهای زیاد سطح پایین مشخص شده‌است. شواهد این نظریه در مطالعات تصویربرداری عصبی عملکردی بر روی افراد مبتلا به اوتیسم و توسط یک مطالعه امواج مغزی یافت شده‌است که نشان می‌دهد بزرگسالان مبتلا به ASD دارای اتصال محلی بیش از حد در قشر و اتصالات ضعیف عملکردی بین لوب پیشانی و بقیه قشر هستند. شواهد دیگر نشان می‌دهد که اتصال ناپذیری عمدتاً در هر نیمکره از قشر وجود دارد و اوتیسم اختلال قشر ارتباط است.
از مطالعات مبتنی بر پتانسیل‌های مرتبط با رویداد، تغییرات گذرا در فعالیت الکتریکی مغز در پاسخ به محرک‌ها، شواهد قابل توجهی در مورد تفاوت در افراد دارای اوتیسم با توجه به، جهت‌گیری به محرک‌های شنوایی و بینایی، تشخیص تازگی، پردازش زبان و صورت و ذخیره اطلاعات چندین مطالعه ترجیحی برای محرک‌های غیر اجتماعی پیدا کرده‌اند. به عنوان مثال، مطالعات مغناطیس مغزی شواهدی را در کودکان مبتلا به اوتیسم نشان داده‌است که پاسخ‌های تأخیری را در پردازش سیگنال‌های شنوایی مغز نشان می‌دهد.
در منطقه ژنتیکی، روابط بین اوتیسم و اسکیزوفرنی بر اساس تکثیر و حذف کروموزوم‌ها پیدا شده‌است. تحقیقات نشان داد که اسکیزوفرنی و اوتیسم در ترکیب با سندرم حذف 1q21.۱ به‌طور قابل توجهی شیوع بیشتری دارند.
تحقیقات در مورد روابط اوتیسم / اسکیزوفرنی برای کروموزوم 15 (15q13.3)، کروموزوم 16 (16p13.1) و کروموزوم 17 (17p12) بی‌نتیجه است. مطالعات اتصال عملکردی، هم ارتباط بیش از حد را در مغز افراد مبتلا به اوتیسم پیدا کرده‌است. این گونه اتصالات به عملکرد بین نیمکره و قشر مربوط می‌شود و باعث ایجاد اختلال می‌گردد.

## عصب روانشناختی
در مورد ارتباط بین مغز اوتیسم و رفتار، دو دسته اصلی نظریه‌های شناختی ارائه شده‌است.
دسته اول بر کمبودهای شناخت اجتماعی متمرکز است. سیمون بارون کوهن در نظریه همدلی - سیستم سازی ادعا می‌کند که افراد اوتیستیک می‌توانند سیستم سازی کنند - یعنی می‌توانند قوانین داخلی عملکرد را برای کنترل حوادث داخل مغز ایجاد کنند - اما در همدلی با دست زدن به حوادث تولید شده توسط عوامل دیگر تأثیر کمتری دارند. نظریه مغز شدید مرد، این فرضیه را مطرح می‌کند که اوتیسم یک مورد شدید مغز مرد است، که از نظر روان سنجی به عنوان افرادی تعریف می‌شود که سیستم سازی در آن‌ها بهتر از همدردی است. این نظریه‌ها تا حدودی با رویکرد قبلی نظریه ذهن بارون کوهن مرتبط است، که این فرضیه را ایجاد می‌کند که رفتار اوتیسم ناشی از ناتوانی در انتساب حالات روانی به خود و دیگران است. فرضیه تئوری ذهن با پاسخهای غیرمعمول کودکان اوتیسم به آزمایش سالی-آن برای استدلال در مورد انگیزه‌های دیگران پشتیبانی می‌شود، و نظریه سیستم نورون آینه ای مربوط به اوتیسم که در پاتوفیزیولوژی توصیف شده‌است به خوبی فرضیه را ترسیم می‌کند. با این حال، بیشتر مطالعات هیچ مدرکی در مورد اختلال در توانایی افراد اوتیسم در درک اهداف اساسی دیگران پیدا نکرده‌اند. در عوض، داده‌ها نشان می‌دهند که در درک احساسات اجتماعی پیچیده‌تر یا در نظر گرفتن دیدگاه دیگران نقص یافت می‌شود.
گروه دوم بر پردازش غیر اجتماعی یا عمومی متمرکز است: عملکردهای اجرایی مانند حافظه فعال، برنامه‌ریزی، مهار. کنووریت در بررسی خود اظهار داشت که «ادعای اختلال عملکرد اجرایی به عنوان یک عامل علیتی در اوتیسم بحث‌برانگیز است»، با این حال، «واضح است که اختلال عملکرد اجرایی در نقایص اجتماعی و شناختی مشاهده شده در افراد مبتلا به اوتیسم نقش دارد». آزمایش‌های اصلی فرآیندهای اجرایی مانند وظایف حرکتی چشم، از اواخر کودکی تا نوجوانی نشان دهنده بهبود است، اما عملکرد هرگز به سطح معمول بزرگسالان نمی‌رسد. نقطه قوت این تئوری پیش‌بینی رفتار کلیشه ای و منافع محدود است. دو نقطه ضعف این است که اندازه‌گیری عملکرد اجرایی سخت است و نقص عملکرد اجرایی در کودکان خردسال مبتلا به اوتیسم مشاهده نشده‌است.
نظریه انسجام مرکزی ضعیف فرض می‌کند که توانایی محدود برای دیدن تصویر بزرگ زمینه اصلی اختلال در اوتیسم است. یکی از نقاط قوت این نظریه پیش‌بینی استعدادها و اوج‌های خاص عملکرد در افراد اوتیسم است. یک نظریه مرتبط - عملکرد ادراکی تقویت شده - بیشتر بر روی برتری عملیات محلی و ادراکی در افراد اوتیسم متمرکز است. با این حال، یکنواخنی، ادعا می‌کند که اوتیسم از یک سبک شناختی متفاوت ناشی می‌شود، تمایل دارد که توجه (یا پردازش منابع) را به شدت متمرکز کند، تا محرک‌های دیگر را از مطالعه حذف کند. این نظریه‌ها به خوبی از تئوری عدم اتصال به اوتیسم تهیه شده‌اند.
هیچ‌یک از این دو دسته به خودی خود راضی کننده نیستند. نظریه‌های شناخت اجتماعی رفتارهای سفت و سخت و تکراری اوتیسم را ضعیف عنوان می‌کنند، در حالی که اکثر نظریه‌های غیر اجتماعی در توضیح مشکلات اجتماعی و مشکلات ارتباطی مشکل دارند. یک نظریه ترکیبی مبتنی بر تعاریف متعدد ممکن است مفیدتر باشد.